# Ferdynand I Sycylijski
Ferdynand I (ur. 12 stycznia 1751 w Neapolu, zm. 4 stycznia 1825 tamże) – król Neapolu od 1759 (jako Ferdynand IV), król Sycylii od 1759 (jako Ferdynand III), od 1816 król Obojga Sycylii (jako Ferdynand I). Syn króla Hiszpanii Karola III i jego żony Marii Amalii Saskiej.

## Młodość

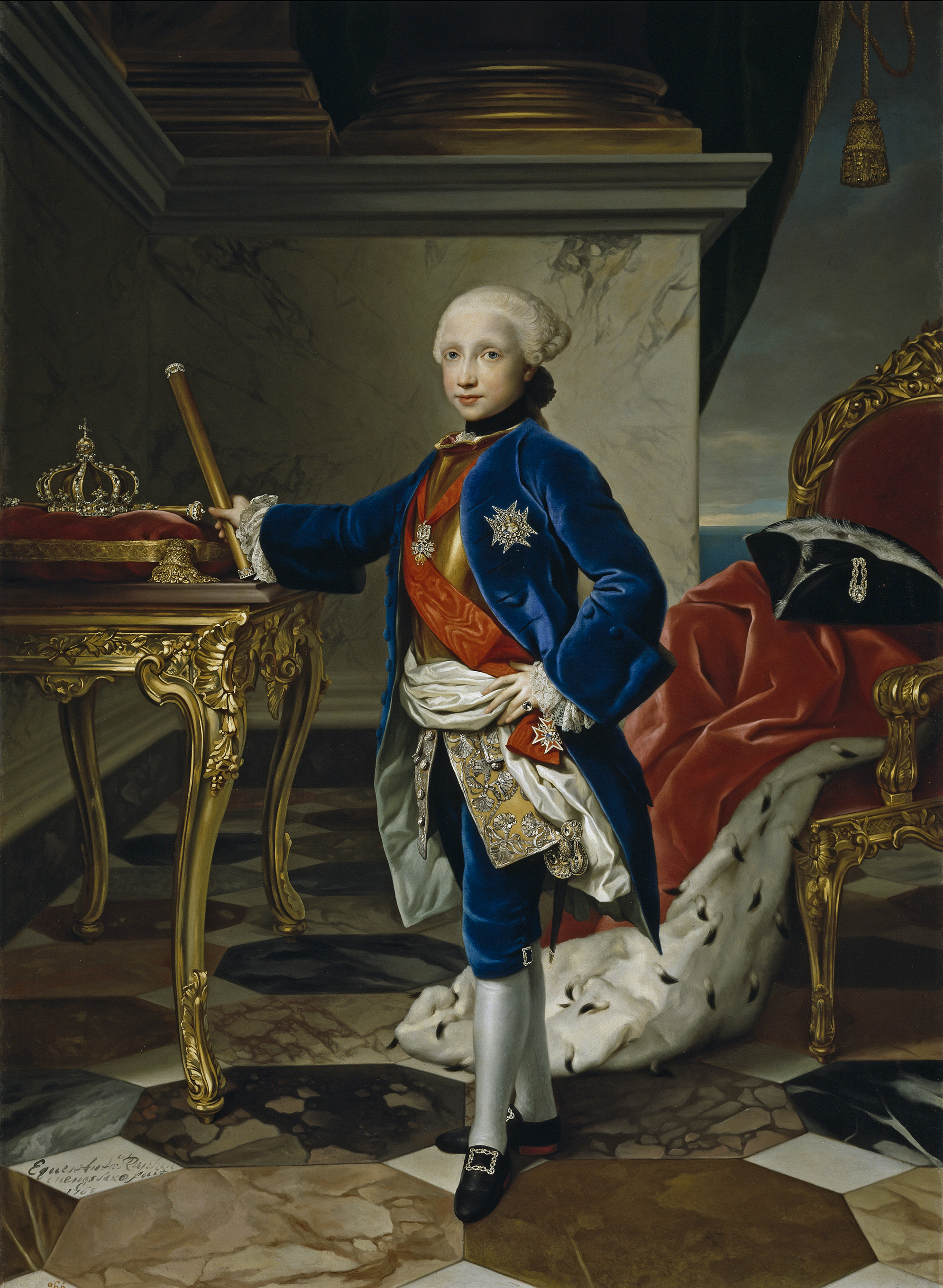
Ferdynand w wieku 9 lat

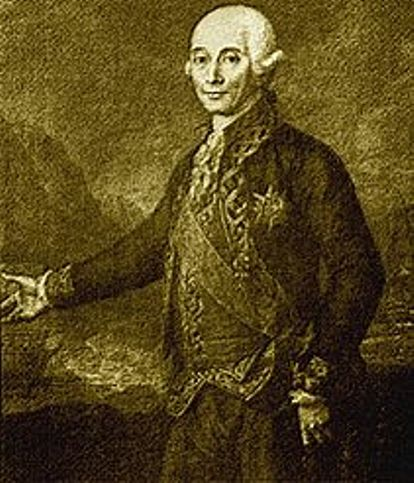
John Acton, 6. baronet Acton

Ferdynand urodził się w Neapolu. Kiedy w 1759 jego ojciec został królem Hiszpanii, nie mógł być jednocześnie królem Hiszpanii i Neapolu, wtedy Ferdynand odziedziczył po nim królestwo Neapolu. Jego regentem został Toskańczyk Bernardo Tanucci, który z biegiem czasu coraz bardziej chciał zatrzymać rządy w swoich rękach. Sam był człowiekiem zdolnym i inteligentnym, i świadomie zaniedbywał edukację swojego podopiecznego oraz dodatkowo zachęcał go do uprawiania jego ukochanych sportów i rozrywek kosztem wszelkich obowiązków. Ferdynand wyrósł na atletycznie zbudowanego mężczyznę, ale jednocześnie był niewykształcony i niewychowany. Uwielbiał towarzystwo lazzaroni – zwykłych mieszczan, po których przejął dialekt i obyczaje. Jako sportowiec, zachłannie polował i łowił ryby, a nawet sprzedawał swoje zdobycze na miejskim targu. Zarobione pieniądze zaś oddawał biednym.

## Wczesne rządy
Młodość Ferdynanda skończyła się w 1767, a jego pierwszym samodzielnym czynem jako króla było wydalenie z królestwa Jezuitów. Rok później Ferdynand ożenił się z arcyksiężniczką austriacką – Marią Karoliną, córką cesarzowej Marii Teresy, młodszą siostrą cesarza Józefa II i starszą siostrą przyszłej królowej Francji – Marii Antoniny. Na mocy kontraktu przedmałżeńskiego, królowa miała zyskać głos w radzie królewskiej po urodzeniu pierwszego syna, a Maria Karolina nigdy nie zawahała się wykorzystywać swoich wpływów na męża. Była piękna, mądra i dumna – jak jej matka, ale też okrutna i zdradliwa, jej ambicją było podnieść Królestwo Neapolu do pozycji europejskiego mocarstwa. Ferdynand wkrótce praktycznie oddał całość rządów w jej ręce.
Tanucci, który sprzeciwiał się rządom królowej, w 1777 został zdymisjonowany. W 1779 dowódcą floty został mianowany Anglik – sir John Acton, który został również faworytem Marii Karoliny. Razem chcieli oni wyzwolić Neapol spod wpływu Hiszpanii, i w tym umacniali sojusz z Austrią i Anglią. W chwili wybuchu wielkiej rewolucji francuskiej, w 1789, dwór neapolitański poparł rewolucjonistów, a sama królowa była zwolenniczką ich idei. Kiedy jednak francuska monarchia została obalona, a król Ludwik XVI i królowa Maria Antonina, siostra Marii Karoliny, oboje zgilotynowani, Ferdynand i Maria Karolina przestraszyli się i dołączyli do pierwszej koalicji antyfrancuskiej (1793).

## Okupacja francuska

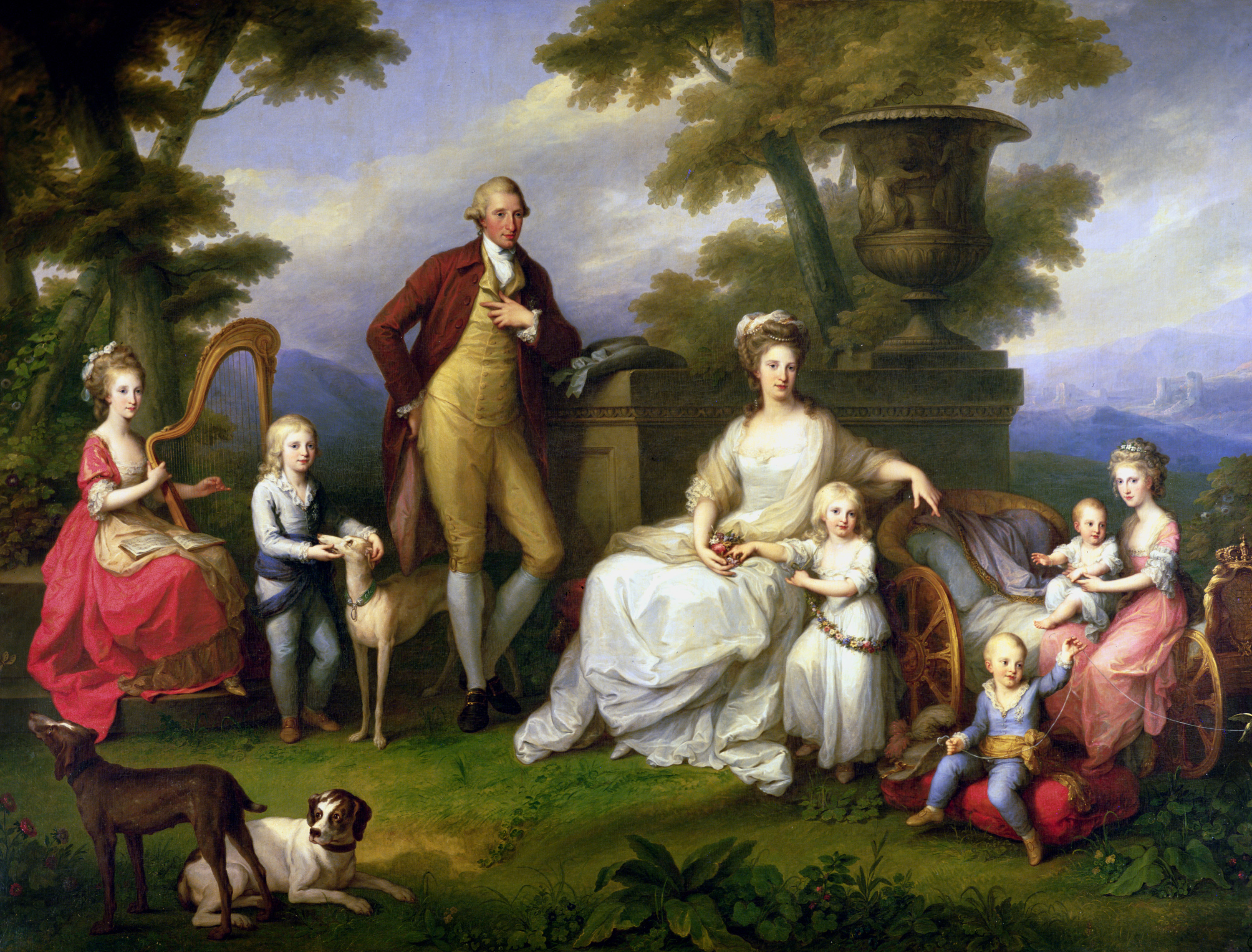
Portret neapolitańskiej rodziny królewskiej (1783). Od lewej strony: Maria Teresa, Franciszek, Ferdynand, Maria Karolina, Maria Krystyna, Karol January (zm. 1789), Luiza Maria i Jan Karol (w kołysce, zm. 1783)

Pokój z Francją został podpisany w 1796, a francuskie wojska podległe Dyrektoriatowi okupowały Rzym. Ferdynand nie czuł się pewnie, przekonany przez swoją żonę postanowił uderzyć na Francuzów. Chciał zatrzeć zwycięstwo Napoleona w Egipcie oraz zwycięstwa admirała Horatio Nelsona. Razem ze swoją armią pomaszerował do Rzymu, wszedł do miasta 29 listopada, ale został pokonany i musiał zawracać do Neapolu. Kiedy Francuzi stanęli pod bramami miasta, uciekł na pokładzie statku Nelsona – Vanguard, na Sycylię. Pozostawił stolicę pogrążoną w anarchii.
Francuzi weszli do miasta mimo srogiego oporu lazzaroni, którzy pozostali oddani swojemu królowi, za to z pomocą szlachty i mieszczaństwa. W styczniu 1799 powołali do życia Republiką Partenopejską. Intelektualiści, którzy stanęli na czele republiki byli przekonani, że ludzie potrzebują wolności i kultury, zamiast chleba i pracy. Kiedy kilka tygodni później francuskie oddziały zostały wezwane do północnych Włoch, Ferdynand wysłał ekspedycję złożoną z Kalabryjczyków pod dowództwem kardynała Ruffo, aby odbili oni kontynentalną część królestwa. Ruffo wspomagany przez angielską artylerię, kościół oraz pro-burbońską arystokrację, i wykorzystując neutralność i biedę ludzi, odniósł wielkie zwycięstwo. Neapol został zdobyty w maju 1800. W walkach z Francuzami odznaczył się między innymi bandyta znany jako Fra Diavolo. Kilka miesięcy później Ferdynand powrócił oficjalnie na tron.
Król i królowa oboje byli zgodni, że rebeliantom nie zostanie okazane miłosierdzie. Maria Karolina wykorzystała kochankę Nelsona – Emmę, lady Hamilton, żeby przekonała kochanka do swojej własnej przekornej zemsty. Właściwie jedynym wytłumaczeniem dla reakcji Marii Karoliny jest strata ukochanej siostry Marii Antoniny, straconej przez rewolucjonistów-republikanów.

## III koalicja antyfrancuska
Po powrocie do Neapolu król nakazał aresztowania i egzekucje wszystkich ewentualnych republikanów. Czystkę tę przerwali dopiero Francuzi, którzy zmusili Ferdynanda do uznania traktatu, który zawierał właśnie amnestię dla członków partii francuskiej. Kiedy wybuchła wojna między Francją a Austrią w 1805, Ferdynand podpisał traktat o neutralności, ale już kilka dni później otwarcie poparł Austrię i zgodził się, aby armia angielsko-rosyjska wylądowała w Neapolu w ramach III koalicji.
Zwycięstwo francuskie w bitwie pod Austerlitz 2 grudnia, umożliwiło Napoleonowi rozmieścić wojska w południowych Włoszech. Ferdynand ponownie uciekł do Palermo (23 stycznia 1806), tym razem dołączyła do niego żona i syn. 14 stycznia 1806 Francuzi weszli do Neapolu. Napoleon ogłosił obalenie dynastii Burbonów i uczynił królem Neapolu i Sycylii swojego brata Józefa Bonaparte. Ale Ferdynand dalej rządził częścią królestwa pod angielską protekcją. Instytucje parlamentarne starego feudalnego typu nie istniały już na wyspie i lord William Bentinck, angielski minister nalegał na reformę konstytucji na podstawie wzorców angielskich i francuskich. Ferdynand faktycznie zrzekł się części władzy na korzyść swojego syna – regenta Franciszka. Królowa, również na wniosek Bentincka, została wysłana do Austrii i tam zmarła w 1814.

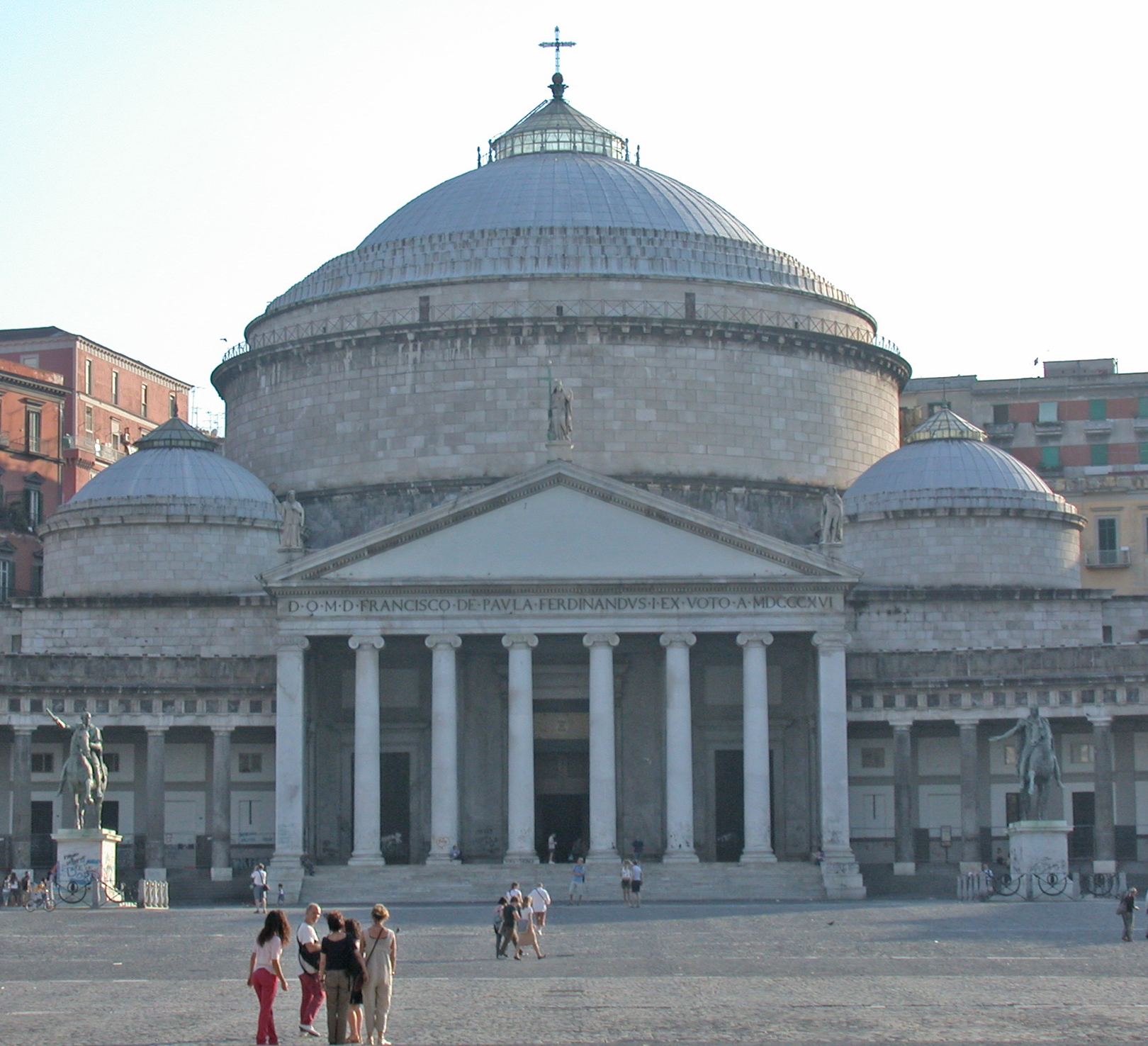
Główna fasada kościoła San Francesco di Paola

## Restauracja
Po upadku Napoleona, Joachim Murat, który przejął rządy po bracie Napoleona – Józefie, jako król Neapolu w 1808, został zdetronizowany w czasie wojny neapolitańskiej. Ferdynand powrócił do Neapolu. Na mocy tajnego porozumienia, Ferdynand obiecał nie posuwać się w pracach nad konstytucją zbyt daleko, nie dalej niż zatwierdziłaby to Austria. Nieznacznie zmienił prawa i system administracyjny Murata. Zniósł sycylijską konstytucję i proklamował unię dwóch państw Neapolu i Sycylii – Królestwo Obojga Sycylii (12 grudnia 1816).
Jako wotum dziękczynne za swój powrót na tron kazał wznieść w Neapolu kościół San Francesco di Paola, położony vis-a-vis pałacu królewskiego, przy placu, który dzisiaj nosi nazwę Piazza del Plebiscito.

## Odznaczenia
- Order Ducha Świętego – Francja, 1760[2]
- Krzyż Wielki Orderu Świętego Stefana – Węgry[3]
- Order Najwyższy Świętego Zwiastowania – nadany w 1822 r. przez Karola Feliksa króla Sardynii[4]

## Małżeństwo i potomstwo
Jego żoną była Maria Karolina Habsburżanką, córka Franciszka I Lotaryńskiego, cesarza rzymskiego i Marii Teresy, arcyksiężnej austriackiej, królowej Czech i Węgier. Maria Karolina była również ukochaną siostrą Marii Antoniny, królowej Francji. Para miała razem kilkanaścioro dzieci, z których siedmioro przeżyły dzieciństwo:
- Marię Teresę (1772-1807) – poślubiła swojego kuzyna – Franciszka II, cesarza Austrii,
- Luizę Marię Amelię Teresę (1773-1802) – poślubiła swojego kuzyna – Ferdynanda III, wielkiego księcia Toskanii,
- Franciszka I, króla Obojga Sycylii (1777-1830),
- Marię Krystynę (1779-1849) – poślubiła Karola Feliksa Sardyńskiego,
- Marię Amelię (1782-1866) – poślubiła przyszłego Ludwika Filipa I, króla Francuzów,
- Marię Antoniettę (1784-1806) – poślubiła swojego kuzyna – Ferdynanda VII, króla Hiszpanii,
- Leopolda, księcia Salerno (1790-1851) – poślubił swoją siostrzenicę – Marię Klementynę Austriacką (córkę Marii Teresy i Franciszka II).

## Przodkowie
|  |                                          |  |  |  |  |  |  |  |  |  |  |  |  |
|  | Ludwik Wielki Delfin                     |  |  |  |  |  |  |  |  |  |  |  |  |
|  |                                          |  |  |  |  |  |  |  |  |  |  |  |  |
|  |                                          |  |  |  |  |  |  |  |  |  |  |  |  |
|  | Filip V Hiszpański                       |  |  |  |  |  |  |  |  |  |  |  |  |
|  |                                          |  |  |  |  |  |  |  |  |  |  |  |  |
|  |                                          |  |  |  |  |  |  |  |  |  |  |  |  |
|  | Maria Teresa Hiszpańska                  |  |  |  |  |  |  |  |  |  |  |  |  |
|  |                                          |  |  |  |  |  |  |  |  |  |  |  |  |
|  |                                          |  |  |  |  |  |  |  |  |  |  |  |  |
|  | Karol III Hiszpański                     |  |  |  |  |  |  |  |  |  |  |  |  |
|  |                                          |  |  |  |  |  |  |  |  |  |  |  |  |
|  |                                          |  |  |  |  |  |  |  |  |  |  |  |  |
|  | Odoardo II Farnese                       |  |  |  |  |  |  |  |  |  |  |  |  |
|  |                                          |  |  |  |  |  |  |  |  |  |  |  |  |
|  |                                          |  |  |  |  |  |  |  |  |  |  |  |  |
|  | Elżbieta Farnese                         |  |  |  |  |  |  |  |  |  |  |  |  |
|  |                                          |  |  |  |  |  |  |  |  |  |  |  |  |
|  |                                          |  |  |  |  |  |  |  |  |  |  |  |  |
|  | Dorota Zofia Wittelsbach (Pfalz-Neuburg) |  |  |  |  |  |  |  |  |  |  |  |  |
|  |                                          |  |  |  |  |  |  |  |  |  |  |  |  |
|  |                                          |  |  |  |  |  |  |  |  |  |  |  |  |
|  | Ferdynand I                              |  |  |  |  |  |  |  |  |  |  |  |  |
|  |                                          |  |  |  |  |  |  |  |  |  |  |  |  |
|  |                                          |  |  |  |  |  |  |  |  |  |  |  |  |
|  | August II Mocny                          |  |  |  |  |  |  |  |  |  |  |  |  |
|  |                                          |  |  |  |  |  |  |  |  |  |  |  |  |
|  |                                          |  |  |  |  |  |  |  |  |  |  |  |  |
|  | August III Sas                           |  |  |  |  |  |  |  |  |  |  |  |  |
|  |                                          |  |  |  |  |  |  |  |  |  |  |  |  |
|  |                                          |  |  |  |  |  |  |  |  |  |  |  |  |
|  | Krystyna Eberhardyna Hohenzollernówna    |  |  |  |  |  |  |  |  |  |  |  |  |
|  |                                          |  |  |  |  |  |  |  |  |  |  |  |  |
|  |                                          |  |  |  |  |  |  |  |  |  |  |  |  |
|  | Maria Amalia Wettyn                      |  |  |  |  |  |  |  |  |  |  |  |  |
|  |                                          |  |  |  |  |  |  |  |  |  |  |  |  |
|  |                                          |  |  |  |  |  |  |  |  |  |  |  |  |
|  | Józef I Habsburg                         |  |  |  |  |  |  |  |  |  |  |  |  |
|  |                                          |  |  |  |  |  |  |  |  |  |  |  |  |
|  |                                          |  |  |  |  |  |  |  |  |  |  |  |  |
|  | Maria Józefa Habsburżanka                |  |  |  |  |  |  |  |  |  |  |  |  |
|  |                                          |  |  |  |  |  |  |  |  |  |  |  |  |
|  |                                          |  |  |  |  |  |  |  |  |  |  |  |  |
|  | Wilhelmina Amalia Brunszwicka            |  |  |  |  |  |  |  |  |  |  |  |  |
|  |                                          |  |  |  |  |  |  |  |  |  |  |  |  |
|  |                                          |  |  |  |  |  |  |  |  |  |  |  |  |